# زامل الكواري
زامل عيسى ناصر الكواري، يعد نجم المنتخب القطري السابق من مواليد 27 يوليو 1970.
ولعب الكواري في مركز «مدافع» «قلب أو ليبرو» ويمثل أقوى لاعبي المنتخب القطري في هذا المركز بالإضافة لكونه كابتن المنتخب القطري.
عرف زامل الكواري بطريقة لعب السهل الممتنع ودهاؤه في إستخلاص الكرة من الخصم المنافس، كما يتمتع بشخصية ذات طابع قيادي عصبي داخل المستطيل الأخضر، ولكن لطالما نجح في الحصول على ود واحتراك جميع منافسيه.
في بدايه مشواره لعب في نادي الشمال الرياضي ولكن بعد خلاف مع اداره النادي ذهب بعدها ليكمل مشواره في نادي الريان القطري وأعير لنادي السد القطري وأصبح هداف كأس ولي العهد وأيضاً أُعير لنادي المحرق البحريني كأول لاعب محرف قطري في البحرين
و قد لعب مع منتخب قطر لكرة القدم وشارك في الكثير من البطولات منها خليجي 11 و 12 و 13 و 14 و 15
وقد شارك في اولومبياد برشلونة في عام 1992

## كأس الخليج 1992
و قد سجل هدف في مرمى منتخب البحرين لكرة القدم.

## روابط خارجية
- زامل الكواري على موقع قاعدة بيانات كرة القدم.إي يو (الإنجليزية)
- زامل الكواري على موقع ناشيونال فوتبول تيمز (الإنجليزية)
- زامل الكواري على موقع Soccerway.com (الإنجليزية)
- زامل الكواري على موقع عالم كرة القدم.نت (الإنجليزية)
- زامل الكواري على موقع كووورة
- زامل الكواري على موقع أوليمبيديا (الإنجليزية)